# Point chaud d'Anahim
Ne doit pas être confondu avec Ceinture volcanique d'Anahim.
Le point chaud d'Anahim, en anglais : Anahim hotspot, est un point chaud situé sur le plateau intérieur dans le centre de la Colombie-Britannique, au Canada.

Carte de la ceinture volcanique d'Anahim avec le point chaud d'Anahim sous le cône Nazko.

Son nom provient de la ceinture volcanique d'Anahim, un ensemble de cinq structures volcaniques qu'il a engendrées :
- deux ensembles de dykes, les dykes Bella Bella et les dykes Gale Passage ;
- le chaînon Rainbow actif il y a 8 millions d'années ;
- le chaînon Ilgachuz actif il y a 5 millions d'années ;
- le chaînon Itcha actif il y a 2,5 millions d'années avec trois cônes annexes actifs il y a 1,6 million d'années et 10 000 ans ;
- le cône Nazko actif il y a entre 340 000 et 10 000 ans.

La plaque nord-américaine se déplaçant de 11,5 à 20 millimètres par an en direction de l'ouest-sud-ouest, le point chaud se trouve encore sous le cône Nazco bien que celui-ci n'ait pas connu d'éruptions depuis quelques milliers d'années.